# FMC Corporation
FMC Corporation è una società americana con sede a Filadelfia, Pennsylvania che opera nel settore chimico, originariamente l'acronimo FMC stava a significare Food Machinery Corporation.

## Storia
Fondata nel 1883 come "The Bean Spray Pump Company" a Los Gatos, california dal chimico John Bean.
Il primo prodotto venduto dalla società fu una pompa a pistone utilizzata per spruzzare insetticidi, un modello è in mostra presso il museo Forbes Mill al centro di Los Gatos
Nel 1928, Bean Spray Pump acquista 2 aziende: Anderson-Barngrover Co. Sprague-Sells Co. Da quel momento la società combiò il suo nome in Food Machinery Corporation e inizia ad utilizzare la sigla FMC.
Nel 1941 FMC ricevette un contratto dal Dipartimento della Guerra degli Stati Uniti al fine di costruire mezzi anfibi cingolati da sbarco.
FMC fu classificata al 64º posto tra le imprese con contratti militari durante la seconda guerra mondiale.
FMC ha anche prodotto pompe d'acqua destinate ai camion dei pompieri, infine la divisione FMC Fire Apparatus venne definitivamente chiusa nel 1990

## Attività
FMC Corporation si scompone in 3 divisioni:

### Prodotti agricoli
FMC Corporation produce e vende una vasta gamma di erbicidi, insetticidi, acaricidi e fungicidi..
Con un fatturato di 1,764 miliardi di dollari è la divisione più grande di FMC Corporation

### Prodotti chimici industriali
Questa divisione produce prodotti chimici inorganici come il carbonato di sodio, il Perossido di idrogeno e Perossidisolfato in Stati Uniti d'America, Canada, Spagna, Paesi Bassi e Thailandia. Con un fatturato di 1,076 miliardi di dollari è la seconda divisione più grande di FMC Corporation.

### Prodotti chimici speciali
Quest'ultima divisione lavora nell'ambito dei biopolimeri destinati soprattutto a prodotti alimentari e farmaceutici, e estrae il litio.